# Koza angorska

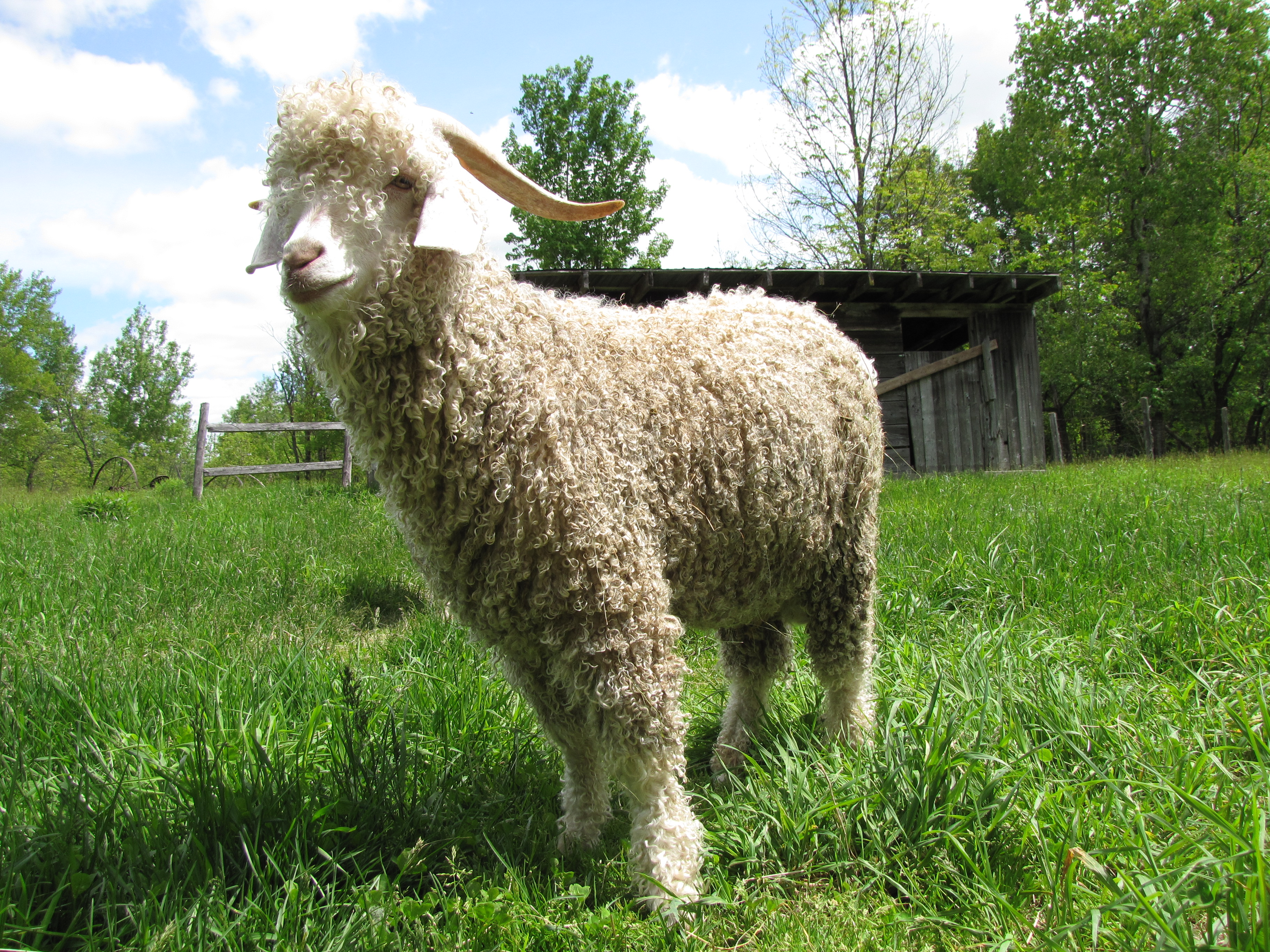
Koza angorska

Koza angorska – rasa kóz wywodząca się z Azji Mniejszej, hodowana głównie dla wełny. Jedna z dwóch ras kóz, z których włosia pozyskuje się moher (druga rasa to koza radziecka wełnista).
Wysokość w kłębie dochodzi do 50–55 cm. Całe ciało, z wyjątkiem pyska, uszu i nóg, pokryte cienkimi, zazwyczaj białymi włosami puchowymi, długości do 30 cm. Rocznie pozyskuje się około 2,4 kg wełny. Sierść tej rasy odrasta szybko, toteż strzyżone być mogą dwa razy w roku. Pozyskana z włosia tkanina jest niepalna, trwała, elastyczna, odporna na gniecenie i rozciąganie, łatwa do farbowania, jednak łatwo mechaci się.